# Ciambarak
Chambarak (armeană Ճամբարակ) este un oraș din Provincia Gegharkunik, Armenia.